# 钱来忠
钱来忠（1942年—2022年12月29日），男，四川富顺人，中国艺术家，曾任四川省文学艺术界联合会常务副主席、党组书记，四川省美术家协会主席、名誉主席，四川美术馆馆长。